# Bertrand de Comps
Bertrand de Comps (overleden ca. 1240) was van 1236 tot aan zijn dood de zeventiende grootmeester van de Orde van Sint-Jan van Jeruzalem. Hij volgde in 1236 Guérin Lebrun op.
Bertrand stamde uit een adellijke familie uit Comps-sur-Artuby en is daarmee een ver familielid van voormalig grootmeester Arnaud de Comps. Hij stierf omstreeks 1240 en werd opgevolgd door Pierre de Vielle-Bride.